# China Open (теніс) 2018
Відкритий чемпіонат Китаю з тенісу 2018 — тенісний турнір, що проходив на відкритих кортах з твердим покриттям у National Tennis Center у Пекіні (Китай). Це був 19-й за ліком China Open серед чоловіків (22-й серед жінок). Належав до серії ATP 500 у рамках Туру ATP 2018, а також турнірів Premier Mandatory в рамках Туру WTA 2018. І чоловічий, і жіночий турніри тривали з 1 до 7 жовтня 2018 року.

## Очки і призові

### Нарахування очок
| Дисципліна                 | П     | Ф   | ПФ  | ЧФ  | 1/8 | 1/16 | 1/32 | Q   | Q2  | Q1  |
| Чоловіки, одиночний розряд | 500   | 300 | 180 | 90  | 45  | 0    | Н/Д  | 20  | 10  | 0   |
| Чоловіки, парний розряд    | 500   | 300 | 180 | 90  | 0   | Н/Д  | Н/Д  | 45  | 25  | 0   |
| Жінки, одиночний розряд    | 1,000 | 650 | 390 | 215 | 120 | 65   | 10   | 30  | 20  | 2   |
| Жінки, парний розряд       | 1,000 | 650 | 390 | 215 | 120 | 10   | Н/Д  | Н/Д | Н/Д | Н/Д |

### Призові гроші
| Дисципліна                 | П          | F        | ПФ       | ЧФ       | 1/8     | 1/16    | 1/32    | Q2     | Q1     |
| Чоловіки, одиночний розряд | $733,320   | $359,510 | $180,900 | $92,000  | $47,480 | $25,200 | Н/Д     | $5,575 | $2,845 |
| Чоловіки, парний розряд    | $220,790   | $108,100 | $54,220  | $27,830  | $14,380 | Н/Д     | Н/Д     | Н/Д    | Н/Д    |
| Жінки, одиночний розряд    | $1,525,245 | $763,255 | $372,400 | $178,895 | $86,095 | $41,610 | $23,945 | $6,375 | $3,705 |
| Жінки, парний розряд       | $516,020   | $258,935 | $115,275 | $53,200  | $24,830 | $11,530 | Н/Д     | Н/Д    | Н/Д    |

## Учасники основної сітки в рамках чоловічого турніру

### Сіяні учасники
| Країна          | Гравець                | Рейтинг1 | Сіяний |
| --------------- | ---------------------- | -------- | ------ |
| Аргентина       | Хуан Мартін дель Потро | 4        | 1      |
| Німеччина       | Олександр Звєрєв       | 5        | 2      |
| Болгарія        | Григор Димитров        | 7        | 3      |
| Італія          | Фабіо Фоніні           | 13       | 4      |
| Велика Британія | Кайл Едмунд            | 16       | 5      |
| США             | Джек Сок               | 17       | 6      |
| Хорватія        | Борна Чорич            | 18       | 7      |
| Італія          | Марко Чеккінато        | 22       | 8      |

- 1 Рейтинг подано станом на 24 вересня 2018 року

### Інші учасники
Нижче наведено учасників, які отримали вайлдкард на участь в основній сітці:
- Маркос Багдатіс
- Фелісіано Лопес
- Wu Yibing

Учасники, що потрапили до основної сітки як a special exempt:
- Жуан Соуза

Нижче наведено гравців, які пробились в основну сітку через стадію кваліфікації:
- Раду Албот
- Маттео Берреттіні
- Душан Лайович
- Вашек Поспішил

Учасники, що потрапили до основної сітки як заміна:
- Малік Джазірі

Як щасливий лузер в основну сітку потрапили такі гравці:
- Тенніс Сандгрен

### Відмовились від участі
До початку турніру
- Пабло Карреньо Буста → його замінив  Андреас Сеппі
- Раян Гаррісон → його замінив  Тенніс Сандгрен
- Джон Ізнер → його замінив  Міша Зверєв
- Енді Маррей → його замінив  Малік Джазірі
- Рафаель Надаль → його замінив  Петер Гойовчик

Під час турніру
- Фабіо Фоніні

## Учасники основної сітки в парному розряді

### Сіяні учасники
| Країна   | Гравчиня              | Країна   | Гравчиня      | Рейтинг1 | Сіяна |
| -------- | --------------------- | -------- | ------------- | -------- | ----- |
| Австрія  | Олівер Марах          | Хорватія | Мате Павич    | 7        | 1     |
| Польща   | Лукаш Кубот           | Бразилія | Марсело Мело  | 11       | 2     |
| Колумбія | Хуан Себастьян Кабаль | Колумбія | Роберт Фара   | 19       | 3     |
| Хорватія | Іван Додіг            | Хорватія | Нікола Мектич | 41       | 4     |

- Рейтинг подано станом на 24 вересня 2018 року

### Інші учасники
Нижче наведено пари, які отримали вайлдкард на участь в основній сітці:
- Gong Maoxin /  Zhang Ze
- Hua Runhao /  Чжан Чжичжень

Нижче наведено пари, що пробились в основну сітку через стадію кваліфікації:
- Денис Молчанов /  Ігор Зеленай

## Учасниці основної сітки в рамках жіночого турніру

### Сіяні учасниці
Нижче подано сіяних учасниць. Посів ґрунтується на рейтингу WTA станом на 24 вересня 2018 року. Рейтинг і очки перед подано станом на 1 жовтня 2018 року.
| Посів | Рейтинг | Гравчиня          | Очки перед | Очки, що захищає | Очки здобуті | Очки після | Підсумок                                      |
| ----- | ------- | ----------------- | ---------- | ---------------- | ------------ | ---------- | --------------------------------------------- |
| 1     | 1       | Сімона Халеп      | 8,061      | 650              | 10           | 7,421      | 1 коло знялася against Унс Джабір [Q]         |
| 2     | 2       | Каролін Возняцкі  | 5,610      | 120              | 1000         | 6,490      | Champion, — Анастасія Севастова               |
| 3     | 3       | Анджелік Кербер   | 5,345      | 65               | 120          | 5,400      | 3 коло, її перемогла Ч Шуай                   |
| 4     | 8       | Каролін Гарсія    | 3,925      | 1,000            | 120          | 3,045      | 3 коло, її перемогла Арина Соболенко          |
| 5     | 4       | Петра Квітова     | 4,635      | 390              | 10           | 4,255      | 1 коло, її перемогла Дарія Гаврилова          |
| 6     | 5       | Еліна Світоліна   | 4,555      | 215              | 10           | 4,350      | 1 коло, її перемогла Александра Крунич        |
| 7     | 7       | Кароліна Плішкова | 4,345      | 120              | 120          | 4,345      | 3 коло, її перемогла Ван Цян [WC]             |
| 8     | 6       | Наомі Осака       | 4,390      | 10               | 390          | 4,770      | півфінал, її перемогла Анастасія Севастова    |
| 9     | 9       | Слоун Стівенс     | 3,912      | 10               | 120          | 4,022      | 3 коло, її перемогла Домініка Цібулкова       |
| 10    | 10      | Юлія Гергес       | 3,730      | 65               | 120          | 3,785      | 3 коло, її перемогла Наомі Осака [8]          |
| 11    | 11      | Кікі Бертенс      | 3,630      | 10               | 120          | 3,740      | 3 коло, її перемогла Катерина Сінякова [Q]    |
| 12    | 13      | Олена Остапенко   | 3,188      | 390              | 65           | 2,863      | 2-ге коло, її перемогла Ван Цян [WC]          |
| 13    | 12      | Дарія Касаткіна   | 3,355      | 215              | 10           | 3,150      | 1 коло знялася against Лаура Зігемунд [PR]    |
| 14    | 15      | Гарбінє Мугуруса  | 3,115      | 10               | 65           | 3,170      | 2-ге коло, її перемогла Арина Соболенко       |
| 15    | 14      | Елісе Мертенс     | 3,170      | 65               | 10           | 3,115      | 1 коло, її перемогла Ч Шуай                   |
| 16    | 19      | Ешлі Барті        | 2,615      | 10               | 0            | 2,605      | знялась через травму правої руки              |
| 17    | 18      | Медісон Кіз       | 2,751      | 0                | 65           | 2,816      | 2-ге коло, знялась через травму лівого коліна |

### Інші учасниці
Нижче наведено учасниць, які отримали вайлдкард на участь в основній сітці:
- Дуань Інін
- Саманта Стосур
- Ван Цян
- Ван Яфань
- Чжен Сайсай

Такі учасниці отримали право на участь в основній сітці завдяки захищеному рейтингові:
- Тімеа Бачинскі
- Лаура Зігемунд

Нижче наведено гравчинь, які пробились в основну сітку через стадію кваліфікації:
- Кейті Баултер
- Заріна Діяс
- Полона Герцог
- Унс Джабір
- Андреа Петкович
- Юлія Путінцева
- Катерина Сінякова
- Даяна Ястремська

Такі тенісистки потрапили в основну сітку як Щасливі лузери:
- Сорана Кирстя
- Бернарда Пера

### Знялись з турніру
До початку турніру
- Ешлі Барті → її замінила  Сорана Кирстя і  Бернарда Пера[a]
- Агнешка Радванська → її замінила  Кірстен Фліпкенс
- Марія Шарапова → її замінила  Петра Мартич
- Серена Вільямс → її замінила  Катерина Макарова
- Вінус Вільямс → її замінила  Александра Крунич

1. ↑  Барті здобула вихід без боротьби в друге коло завдяки тому, що досягнула півфіналу на турнірі в Ухані; її зняття скасувало вихід без боротьби і створило два місця в основній сітці.

Під час турніру
- Медісон Кіз

### Завершили кар'єру
- Сімона Халеп
- Дарія Касаткіна
- Леся Цуренко

## Учасниці основної сітки в парному розряді

### Сіяні пари
| Країна            | Гравчиня                  | Країна     | Гравчиня                   | Рейтинг1 | Сіяна |
| ----------------- | ------------------------- | ---------- | -------------------------- | -------- | ----- |
| Угорщина          | Тімеа Бабош               | Франція    | Крістіна Младенович        | 6        | 1     |
| Чехія             | Андреа Сестіні-Главачкова | Чехія      | Барбора Стрицова           | 15       | 2     |
| Канада            | Габріела Дабровскі        | КНР        | Сюй Їфань                  | 25       | 3     |
| Бельгія           | Елісе Мертенс             | Нідерланди | Демі Схюрс                 | 27       | 4     |
| США               | Ніколь Мелічар            | Чехія      | Квета Пешке                | 31       | 5     |
| Словенія          | Андрея Клепач             | Іспанія    | Марія Хосе Мартінес Санчес | 32       | 6     |
| Чехія             | Луціє Градецька           | Росія      | Катерина Макарова          | 42       | 7     |
| Китайський Тайбей | Чжань Хаоцін              | КНР        | Ян Чжаосюань               | 55       | 8     |

- 1 Рейтинги подано станом на 24 вересня 2018 року

### Інші учасниці
Нижче наведено пари, які отримали вайлдкард на участь в основній сітці:
- Дуань Інін  /  Ван Яфань
- Джоанна Конта  /  Ч Шуай

Нижче наведено пари, які отримали місце в основній сітці як заміни:
- Алізе Корне /  Петра Мартич
- Магда Лінетт /  Чжен Сайсай

### Відмовились від участі
До початку турніру
- Дарія Гаврилова
- Ван Цян

## Переможниці та фіналістки

### Одиночний розряд, чоловіки
- Ніколоз Басілашвілі —  Хуан Мартін дель Потро, 6–4, 6–4

### Одиночний розряд, жінки
- Каролін Возняцкі —  Анастасія Севастова, 6–3, 6–3

### Парний розряд, чоловіки
- Лукаш Кубот /  Марсело Мело —  Олівер Марах /  Мате Павич, 6–1, 6–4

### Парний розряд, жінки
- Андреа Сестіні-Главачкова /  Барбора Стрицова —  Габріела Дабровскі /  Сюй Їфань, 4–6, 6–4, [10–8]